# Karen Cashman
Karen Cashman, née le 15 décembre 1971 à Plymouth (Massachusetts), est une patineuse de vitesse sur piste courte américaine.

## Palmarès

### Jeux olympiques
| Épreuve / Édition | Lillehammer 1994                    |
| Relais 3 000 m    | Médaille de bronze, Jeux olympiques |